# Cantharolethrus steinheili
Cantharolethrus steinheili es una especie de coleóptero de la familia Lucanidae.

## Distribución geográfica
Habita en Perú.